# 格罗德诺新城堡

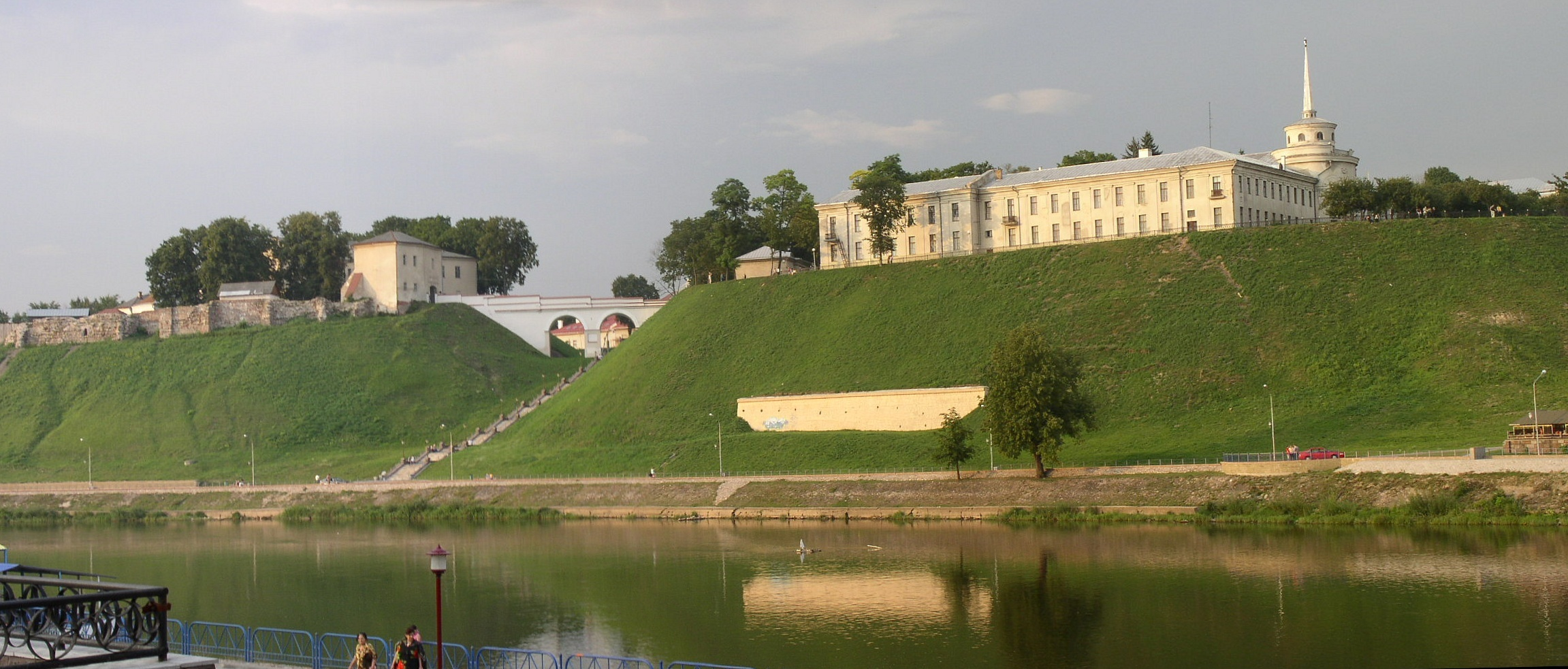
格罗德诺新城堡

格罗德诺新城堡位于白俄罗斯格罗德诺，原为波兰国王奥古斯特三世和斯坦尼斯瓦夫·奥古斯特的皇宫。1793年，著名的格罗德诺议会在此举行。格罗德诺新城堡海拔116米。
皇宫兴建于尼曼河高高的河岸上，距离格罗德诺旧城堡不远。后者在18世纪初瑞典占领期间遭到损坏。两座城堡由300年历史的拱桥相连。